# Syrianarpia osthelderi
Syrianarpia osthelderi là một loài bướm đêm trong họ Crambidae.